# 聾教育研究会
聾教育研究会（ろうきょういくけんきゅうかい）は、筑波大学附属聴覚特別支援学校にあった任意団体の研究会。『聴覚障害』誌の発行と聴覚障害教育に関する書籍の発行を行っていた。2014（平成26）年8月に解散した。
『聴覚障害』誌の発行は株式会社ジアース教育新社に引き継がれた。

## 沿革
聾教育研究会は，昭和35年（1960年）に，東京教育大学国府台分校（現在の筑波大学附属聴覚特別支援学校）に設立された。その目的は，主に聴覚障害児教育に携わる教員や聴覚障害児を持つ保護者に対して，国内外で実践されている最新の教育方法を紹介し，聴覚障害教育の発展に寄与することであった。そして，この目的を達成するため，月刊誌「聴覚障害」や聴覚障害児教育に関する書籍の発行を行ってきた。
　なお、この研究会は2014（平成26）年8月31日をもって解散。解散のときに記念誌として『「聴覚障害」誌総目次』を発行した。

## 月刊誌『聴覚障害』
聾教育研究会が発行していた月刊誌。主な掲載内容は以下の通り。
1. 聴覚障害教育の実践と研究
2. コミュニケーションや聴覚活用に関する諸問題
3. インクルージョンと難聴学級
4. 進路指導と成人聴覚障害者が抱える諸問題
5. 聴覚障害児を育てた保護者の体験記
6. 児童生徒の作文等の紹介
7. 海外における聴覚障害教育事情や論文の紹介
8. 聴覚障害教育に関する各種研究会や会議等情報提供及び新刊紹介

　昭和21年（1946年）7月　「聾教育」第１号が全国聾唖學校職員聯盟から発行された。編輯人は櫃田祐也，發行人は古谷史映。巻頭言は大嶋功であった。全国聾唖學校職員聯盟成立の経過並びに活動状況などが掲載されていた。

　昭和23年（1948年）5月　「聾教育」の名称が「特殊教育」と改められ，日本教職員組合特殊學校部編として発行された。編輯發行人は上田庄三郎であった

　昭和24年（1949年）7月　「特殊教育」第７号から特殊教育研究會發行となった。特殊教育研究會は東京都立大塚ろう學校内に置かれた。編輯兼發行人代表は古谷史映であった。

　昭和35年（1960年）1月　「特殊教育」の名称が「ろう教育」と改められた。発行元はろう教育研究会となった。編集兼発行者は，ろう教育研究会の代表者である萩原浅五郎であった。ろう教育研究会は，東京教育大学国府台分校（現在の筑波大学附属聴覚特別支援学校）に置かれた。

　昭和45年（1970年）4月　「ろう教育」の名称が「聾教育」と改められた。研究会名も「ろう教育研究会」から「聾教育研究会」となった。

　昭和46年（1971年）4月　「聾教育」の名称が「聴覚障害」と改められた。

　平成26年（2014年）8月31日　　聾教育研究会が解散。『「聴覚障害」誌総目次』が発行された。同資料は全国の聾学校、聾教育研究機関、関係諸団体、長期購読者などに無償で配布された。

## 聾教育研究会が刊行した書籍
- 『聴覚障害教育の実際』1977年（昭和52年）年11月15日　吉本市（東京教育大学国府台分校研究連絡委員会　代表）, 編
- 『聴覚障害児教育国際会議（西独）主要論文集』1981年（昭和56年）7月7日　国際会議主要論文集編集委員会, 編
- 『ことばの力をつけるために　ことばのれんしゅう』1984年（昭和59年）5月2日 山本隆三, 著
- 『聴覚障害児の発音　－その実態分析と指導法への提言－』1985年（昭和60年）10月30日　星竜雄・斎藤佐和, 編著
- 『聴覚障害児童の言語活動　－「生きる力」としての言語活動から「学ぶ力」としての言語活動へ』1986年（昭和61年）11月10日　斎藤佐和, 編著
- 『聴覚障害幼児指導の基本と実際』1986年（昭和61年）11月10日　宮野忠夫, 編
- 『発達障害をもつ聴覚障害児の教育・リハビリテーション　－重複障害教育への視点－』1986年（昭和61年）11月15日 米国言語・聴覚学会（ASHA） 都築繁幸, 訳編
- 『重度聴覚障害児の教育　－星研究室17年の成果－』1988年（昭和63年）4月23日　星龍雄・斎藤佐和, 編著
- 『０・１・２歳児の指導－お母さんへのテキスト－』1989年（平成元年）11月10日　愛甲洋, 編
- 『３歳児の指導』1995年（平成7年）11月10日　筑波大学附属聾学校幼稚部, 編
- 『幼稚部教育課程（0～5歳児）』1999年（平成11年）3月　筑波大学附属聾学校幼稚部, 編著
- 『実践事例集　－幼稚部教育課程資料－』1999年（平成11年）3月　筑波大学附属聾学校幼稚部, 編著

　幼稚部での教育にすぐ役立つ実践マニュアル。乳幼児教育相談編，幼稚部編，発音指導編に分かれている。教師の意図や配慮も添えて、子どもとのやりとりを記述。
- 『ろう教育はじめの一歩　－その理論と実践－』　2000年（平成12年）3月20日　馬場顯, 監修　関東地区聾教育研究会, 編著
- 『魅力ある聴覚障害児教育をめざして　－ようこそ筑波大学附属聾学校中学部へ－』　2003年（平成15年）11月1日　筑波大学附属聾学校中学部, 編著
- 『幼稚部３年間の子どもの姿』　2004年（平成16年）12月10日　筑波大学附属聾学校幼稚部, 編著
- 『ことばを豊かに育てる100の事例』　2004年（平成16年）12月10日　筑波大学附属聾学校小学部, 編著
- 『聴覚障害児の「発音・発語」学習』　2006年（平成18年）10月9日　筑波大学附属聾学校, 板橋安人, 著
- 『社会で自立する力を育てる　－科目「社会生活」のテキストと指導の実際－』　2009年（平成21年）6月18日　筑波大学附属聴覚特別支援学校専攻科, 編著
- 『永年聾学校にいた者からの「ほんのひとこと」　－聾学校における授業改善の視点と方法－』 2009年（平成21年）12月15日　坂本多朗（元大阪府立堺聾学校）, 著
- 『教科指導と読み書き・ICT活用　－中学部における実践事例－』　2010年（平成22年）10月1日　筑波大学附属聴覚特別支援学校中学部, 編著
- 『幼稚部教育課程（0～5歳児）平成23年』　2011年（平成23年）1月20日 筑波大学附属聴覚特別支援学校幼稚部, 編著
- 『はじめの一歩　－聾学校の授業－』　2012年（平成24年）3月23日　四日市章, 監修　 聾教育実践研究会, 編著
- 『確かな力をつける教科指導を目指して　～聴覚障害児の生きる力の育成のために～』　2013年（平成25年）3月20日　筑波大学附属聴覚特別支援学校小学部, 編著
- 『聴覚障害生徒の力を育むために　－筑波大学附属聴覚特別支援学校(聾学校)高等部の実践－』　2014年（平成26年）3月15日　筑波大学附属聴覚特別支援学校高等部, 編著